# Mori Atas
Mori Atas oder West Mori ist eine am Oberlauf des Laa-Flusses in Zentralsulawesi gesprochene Sprache. Sie gehört zu den malayo-polynesischen Sprachen innerhalb der austronesischen Sprachen.

## Klassifizierung
Mori Atas wird als Mitglied der Bungku-Tolaki-Sprachgruppe eingestuft und ist innerhalb dieser eng mit der Padoe-Sprache verwandt.